# Rozyna Małgorzata von Eckenberg
Rozyna Małgorzata von Eckenberg, död 1648, var en polsk mätress. Hon var mätress till Polens kung Vladislav IV av Polen.  
Hon var hovdam. Hon blev kungens mätress mellan hans båda äktenskap, från 1644 till 1646. 